# 광주세광학교
광주세광학교(光州世光學校)는 광주광역시 서구 덕흥동에 있는 시각장애 특수학교이다. 시각장애 학생을 위한 특수교육기관으로 유치원, 초등학교, 중학교, 고등학교, 전공과를 두고 있다. 운영법인은 사회복지법인 금정이다.

## 학교 연혁
- 1954년 7월 1일 : 전남 영광원 내 맹학원 설립(광주시 구동 12번지)
- 1961년 4월 6일 : 전남맹학교 인가(교육부), 초대 김택만 교장 취임
- 1962년 9월 1일 : 광주시 학3동 901번지로 학교 소재지 이전
- 1970년 10월 23일 : 제2대 이순덕 교장 취임
- 1987년 3월 2일 : 광주시 덕흥동 953-2번지로 학교 소재지 이전
- 1990년 3월 1일 : 광주세광학교로 교명 변경
- 1990년 8월 4일 : 제3대 김찬명 교장 취임
- 1990년 11월 21일 : 고등학교 설립 인가
- 1995년 2월 27일 : 유치원 학급 배정
- 1996년 3월 : 이료교육관 신축
- 1999년 9월 1일 : 제4대 이민우 교장 취임
- 2001년 3월 : 특별교실 및 강당 증축
- 2003년 3월 : 이료재활과정 운영
- 2007년 9월 1일 : 제5대 김정옥 교장 취임
- 2008년 3월 : 재택학급 운영
- 2008년 6월 30일 : 일반교실 및 이료교육관 증축 및 개축(14실)
- 2009년 11월 3일 : 점자학습지원실 개관 및 점역사 배정
- 2012년 4월 20일 : 시각장애인 전용 축구장 운영
- 2013년 3월 : 영유아 3학급, 초등 6학급, 중등 6학급, 고등 9학급, 재택 2학급 운영

## 참고 자료
- 광주세광학교 - 한국교육학술정보원 학교알리미